# Rigor Mortis Sets In
Rigor Mortis Sets In je třetí sólové album Johna Entwistlea. Ve Spojených státech bylo vydáno pod názvem John Entwistle's Rigor Mortis Sets In.

## Seznam skladeb
Autorem skladeb je John Entwistle, pokud není uvedeno jinak.
| Pořadí | Název                                      | Délka |
| ------ | ------------------------------------------ | ----- |
| 1.     | Gimme That Rock 'n' Roll                   | 3:00  |
| 2.     | Mr. Bass Man (Johnny Cymbal)               | 2:49  |
| 3.     | Do the Dangle                              | 4:05  |
| 4.     | Hound Dog (Jerry Leiber, Mike Stoller)     | 2:29  |
| 5.     | Made in Japan                              | 3:48  |
| 6.     | My Wife                                    | 3:32  |
| 7.     | Roller Skate Kate                          | 4:14  |
| 8.     | Peg Leg Peggy                              | 3:38  |
| 9.     | Lucille (Albert Collins, Richard Penniman) | 2:53  |
| 10.    | Big Black Cadillac                         | 3:35  |

## Obsazení
- John Entwistle – baskytata, kytara, klávesy, zpěv
- Alan Ross – kytara, klavír, akordeon, trubka, syntezátory
- Jim Ryan – kytara
- Tony Ashton – klávesy, klavír, varhany
- Bryan Williams – pozoun, varhany
- Howie Casey – saxofon
- The Ladybirds:
  - Gloria George – doprovodné vokály
  - Maggie Stredder – doprovodné vokály
  - Marian Davies – doprovodné vokály
- Graham Deakin – bicí, perkuse